# Jeg så Jesus dø
Jeg så Jesus dø, også kendt som Det blodige kors, er en dansk spillefilm fra 1975, produceret og instrueret af Ib Fyrsting og Carl Nielsen, med manuskript af Ib Fyrsting. I rollen som Jesus ses Finn Tavbe.
Filmen skildrer Jesu liv, død og opstandelse, med særligt fokus på hans lære til disciplene om syndig sex, der (pænt sagt) illustreres uden blusel.